# Tonlilie
Die Tonlilie (Fritillaria pluriflora) oder Mehrblütige Fritillarie ist eine Pflanzenart aus der Gattung Fritillaria.

## Merkmale
Die Tonlilie ist eine ausdauernde krautige Zwiebelpflanze, die Wuchshöhen von 15 bis 25 (selten bis 45) Zentimeter erreicht. Die drei bis zehn Blätter sind 6 bis 15 Zentimeter lang, wechselständig, elliptisch bis verkehrteilänglich und am Grund gehäuft. Es sind ein bis vier (selten bis 12) Blüten vorhanden. Diese sind nickend und weisen kein Schachbrettmuster auf. Die Perigonblätter sind blassrosa purpurn gefärbt, 20 bis 35 Millimeter lang und verkehrt eiförmig. Ihre Spitze ist abgerundet oder spitz und nicht zurückgebogen. Die Griffel sind ungeteilt. Die Narbe ist nur kurz dreilappig. Die Kapselfrüchte sind stumpf abgewinkelt.
Die Chromosomenzahl beträgt 2n = 24.
Die Blütezeit liegt im April, selten dauert sie bis Mai.

## Vorkommen
Die Tonlilie kommt endemisch in Nord-Kalifornien auf Tonböden in Höhenlagen von 0 bis 500 Metern vor.

## Nutzung
Die Tonlilie wird selten als Zierpflanze in Steingärten  und Alpinhäusern genutzt.

## Belege
- Eckehart J. Jäger, Friedrich Ebel, Peter Hanelt, Gerd K. Müller (Hrsg.): Rothmaler Exkursionsflora von Deutschland. Band 5: Krautige Zier- und Nutzpflanzen. Spektrum Akademischer Verlag, Berlin Heidelberg 2008, ISBN 978-3-8274-0918-8.
- Bryan Ness: Fritillaria pluriflora, in: Flora of North America, Vol. 26 (online)